# Rusk (Texas)
Rusk ist die Bezirkshauptstadt und Sitz der Countyverwaltung (County Seat) des Cherokee County im US-Bundesstaat Texas in den Vereinigten Staaten. Das U.S. Census Bureau hat bei der Volkszählung 2020 eine Einwohnerzahl von 5285 ermittelt.

## Geographie
Die Stadt liegt an der Kreuzung der U.S.Highways 69 und 84, rund 190 Kilometer südöstlich von Dallas und hat eine Gesamtfläche von 17,7 km².

## Geschichte
Benannt wurde die Stadt nach General Thomas Jefferson Rusk, einem Senator und Unterzeichner der Unabhängigkeitserklärung der Republik Texas.

## Demografische Daten
Nach der Volkszählung im Jahr 2000 lebten hier 5.085 Menschen in 1.306 Haushalten und 867 Familien. Die Bevölkerungsdichte betrug 287,9 Einwohner pro km². Ethnisch betrachtet setzte sich die Bevölkerung zusammen aus 62,71 % weißer Bevölkerung, 30,01 % Afroamerikanern, 0,18 % amerikanischen Ureinwohnern, 0,96 % Asiaten und 5,15 % aus anderen ethnischen Gruppen. Etwa 0,98 % waren gemischter Abstammung und 6,92 % der Bevölkerung waren spanischer oder lateinamerikanischer Abstammung.
Von den 1.306 Haushalten hatten 32,3 % Kinder unter 18 Jahre, die im Haushalt lebten. 45,6 % davon waren verheiratete, zusammenlebende Paare. 17,5 % waren allein erziehende Mütter und 33,6 % waren keine Familien. 30,9 % aller Haushalte waren Singlehaushalte und in 16,0 % lebten Menschen, die 65 Jahre oder älter waren. Die Durchschnittshaushaltsgröße betrug 2,44 und die durchschnittliche Größe einer Familie belief sich auf 3,05 Personen.
17,3 % der Bevölkerung waren unter 18 Jahre alt, 8,9 % von 18 bis 24, 39,3 % von 25 bis 44, 20,6 % von 45 bis 64, und 13,9 % die 65 Jahre oder älter waren. Das Durchschnittsalter war 38 Jahre. Auf 100 weibliche Personen aller Altersgruppen kamen 154,6 männliche Personen. Auf 100 Frauen im Alter von 18 Jahren und darüber kamen 168,4 Männer.

Das jährliche Durchschnittseinkommen eines Haushalts betrug 27.370 US-Dollar (USD), das Durchschnittseinkommen einer Familie 33.952 USD. Männer hatten ein Durchschnittseinkommen von 24.271 USD gegenüber den Frauen mit 22.438 USD. Das Prokopfeinkommen betrug 11.688 USD. 21,5 % der Bevölkerung und 16,2 % der Familien lebten unterhalb der Armutsgrenze. Davon waren 29,4 % Kinder und Jugendliche unter 18 Jahren und 21,0 % waren 65 oder älter.